# Latvijski rubelj
Latvijski rubelj (latvijsko Latvijas rublis) je ime dveh latvijskih valut. Prva je bila v obtoku od leta 1919 do 1922 in druga v letih 1992 in 1993.

## Prvi latvijski rubelj (brez kode valute)
Po razglasitvi Republike Latvije leta 1918 je bila v obtoku veliko različnih valut: nemški vzhodni rubelj (Ostrubel), vzhodna marka, papirnata marka, ruski carski rubelj, imenovan tudi dumski denar, pa tudi zadolžnice, ki jih je izdalo več mestnih občin. 
4. februarja 1919 je latvijska začasna vlada pooblastila ministra za finance, da izda prve bankovce Republike Latvije – zakladniške menice. Denominirane so bile v rubljih (latvijsko rublis, množina rubļi ali rubłı) in kopejkah (latvijsko kapeika, množina  kapeikas). 27. marca 1919 so bili menjalni tečaji latvijskega rublja določeni na 1 vzhodno marko, 2 papirnati marki in 1,5 carskega rublja. Med aprilom 1919 in septembrom 1922 so bili izdani bankovci v apoenih po 5, 10, 25 in 50 kopejk ter 1, 2, 5, 10, 25, 50, 100 in 500 rubljev. Kovanci niso bili izdani. 
Prve državne bankovce je leta 1919 natisnila vlada Andrievsa Niedre, ki je veljala za pronemško in nezakonito in je bila istega leta strmoglavljena. Legalna vlada Kārlisa Ulmanisa je natisnila precej podobne bankovce, vendar z drugimi podpisi. Vlada je prej natisnjene bankovce priznala kot zakonito plačilno sredstvo. Oblikovalec teh bankovcev je bil Jūlijs Madernieks. Bankovce latvijskih rubljev so med letoma 1919 in 1920 izdajale tudi občine Latvijske socialistične sovjetske republike. 
3. avgusta 1922 je kabinet ministrov odobril "Pravilnik o denarju", ki je kot latvijsko nacionalno valuto uvedel lat, pri čemer je bil en lat enak 50 rubljem. Rubelj je nekaj časa ostal v obtoku skupaj z latom. 

## Drugi latvijski rubelj (LVR)
Ponovno pridobljeno neodvisnost Latvije je Sovjetska zveza priznala 6. septembra 1991. V prvih štirih mesecih leta 1992 je državo zelo prizadela inflacija sovjetskega rublja. Takojšnja uvedba lata ni prišla v poštev, saj bi se zelo hitro razvrednotil. 
Komisija za monetarno reformo Republike Latvije je težavo rešila tako, da je  4. maja 1992 sprejela resolucijo "O uvedbi latvijskega rublja". 7. maja 1992 je bila kot zakonito plačilno sredstvo v obtok dana začasna valuta  latvijski rubelj (LVR), vzporedna z obstoječimi sovjetskimi rublji in razglašena za enakovredno sovjetskemu rublju. Latvijski rublji, splošno znani kot repšiki po takratnem guvernerju centralne banke Einarsu Repšeju, so bili izdani v apoenih po 1, 2, 5, 10, 20, 50, 200 in 500 rubljev. 

## Latvijski lat
Drugi latvijski rubelj je bil umaknjen iz obtoka 18. oktobra 1993, vendar ga je bilo mogoče zamenjati za late do 1. julija 1994, ko je izgubil veljavnost. Zgodovinska nacionalna valuta – lat – je bila ponovno uvedena leta 1993 in je nadomestila latvijski rubelj v razmerju 1 lat (LVL) = 200 rubljev (LVR). 1. januarja 2014 je bil lat nadomeščen z evrom v razmerju 0,702804 lata za 1 evro.